# Torneo Interbritannico 1977
Il Torneo Interbritannico 1977 fu l'ottantunesima edizione del torneo di calcio conteso tra le Home Nations dell'arcipelago britannico. La competizione fu vinta dalla Scozia.

## Risultati
| Data           | Luogo   | Squadra 1        | Risultato | Squadra 2        |
| -------------- | ------- | ---------------- | --------- | ---------------- |
| 28 maggio 1977 | Wrexham | Galles           | 0 - 0     | Scozia           |
| 28 maggio 1977 | Belfast | Irlanda del Nord | 1 - 2     | Inghilterra      |
| 31 maggio 1977 | Londra  | Inghilterra      | 0 - 1     | Galles           |
| 1º giugno 1977 | Glasgow | Scozia           | 3 - 0     | Irlanda del Nord |
| 3 giugno 1977  | Belfast | Irlanda del Nord | 1 - 1     | Galles           |
| 4 giugno 1977  | Londra  | Inghilterra      | 1 - 2     | Scozia           |

## Classifica
| Pos | Squadra          | Pti | G | V | N | P | GF | GS |
| --- | ---------------- | --- | - | - | - | - | -- | -- |
| 1   | Scozia           | 5   | 3 | 2 | 1 | 0 | 4  | 2  |
| 2   | Galles           | 4   | 3 | 1 | 2 | 0 | 2  | 1  |
| 3   | Inghilterra      | 2   | 3 | 1 | 0 | 2 | 3  | 4  |
| 4   | Irlanda del Nord | 1   | 3 | 0 | 1 | 2 | 2  | 6  |

## Vincitore
| Campione 1977 Scozia |